# Rafael Ramírez de Arellano y Díaz de Morales
Rafael Ramírez de Arellano y Díaz de Morales (Córdoba, 3 de noviembre de 1854-Toledo, 20 de diciembre de 1921) fue un escritor e historiador español.

## Biografía
Su abuelo, Antonio Ramírez de Arellano y Baena, era natural de Lucena, luchó en la Guerra de la Independencia y fue abogado de los Reales Consejos y miembro de una sociedad económica, la Real Asociación Laboriosa de Lucena; con el levantamiento de Rafael del Riego apoyó el régimen liberal y a su caída fue recluido en Cádiz; en 1838 fue nombrado juez de Málaga; su hijo Teodomiro Ramírez de Arellano, que estudió Magisterio sin llegar a terminarlo y se dedicó al periodismo en Madrid, donde cofundó La Correspondencia de España, y en Córdoba, donde fundó La Crónica, fue el padre de Rafael, y trabajó como oficial en la Administración del Estado en diversos gobiernos civiles (Córdoba y Sevilla) y como secretario en los de Ciudad Real, Jaén, Alicante, Murcia y Sevilla. Contrajo matrimonio con Rafaela Díaz de Morales y Pérez de Barradas en Córdoba. Fue correspondiente de la de Historia y de número de la de Córdoba, de la que fue su director, desarrollando además su vocación de autor dramático.
Rafael estudió secundaria en el Colegio de la Asunción y luego dio clases de pintura en la Escuela de Bellas Artes junto a Rafael Romero Barros, clases que prosiguió luego en Madrid con Federico Madrazo. Fue también alumno del historiador Luis María Ramírez de las Casas-Deza. Nombrado funcionario oficial de tercera clase en 1874, fue destinado a Málaga, se revocó su orden y fue trasladado a Ciudad Real. Trabajó en los Gobiernos Civiles de Ciudad Real, Huevla, Sevilla, Granada, Jaén, Toledo y Alicante, donde fue secretario del gobernador civil y miembro de la Sociedad Literaria de Alicante; tras dos años y medio fue trasladado a Málaga (1890-1894) y luego, al quedar cesante, marchó a Córdoba a dar clases de Historia del Arte en su reciente Escuela de Artes e Industrias. Por entonces ya había publicado en Sevilla dos obras: Cuentos y tradiciones y Guía artística de Córdoba, más varias colaboraciones en revistas. En 1897 es destinado a Vizcaya, donde estuvo hasta junio de 1899, en que volvió a quedar cesante. Entonces se le encomendó catalogar los monumentos artísticos de Córdoba, para lo cual visitó más de treinta pueblos de la provincia durante ocho meses, y cuatro que le dieron de prórroga, hasta que terminó su trabajo en 1904. Esta obra no ha sido publicada sino recientemente (Madrid, 1983), con el título de Inventario-Catálogo Histórico Artístico de Córdoba, con notas de José Valverde. La diputación cordobesa publicó otra copia del mismo manuscrito en 1983 con el título Inventario monumental y artístico de la Provincia de Córdoba. En 1910 casó en Córdoba con la ovetense Carlota Canella y Fernández. En Ciudad Real imprimió cuatro volúmenes de su Historia de Córdoba desde su fundación hasta la muerte de Isabel la Católica (1915-1919), y tenía preparado y mecanografiado un quinto que no llegó a imprimirse y quedó en poder del jefe de Archivos y Bibliotecas.
En Toledo, como secretario del gobierno civil, ayudó a su amigo el ingeniero Manuel Tovar Conde, a Vicente Cutanda, director de la Escuela de Artes, el militar José García Criado, Juan García Ramírez, Pedro Román, el canónigo Narciso Estenaga, Juan Moraleda y a muchos otros a fundar la Real Academia de Bellas Artes y Ciencias Históricas, de la que fue el primer director.
Como historiador y escritor, publicó numerosos trabajos sobre historia del arte, cervantismo, etcétera; su Ensayo de un catálogo bibliográfico de escritores de la provincia y diócesis de Córdoba, con descripción de sus obras, obtuvo el primer premio del concurso bibliográfico de la Biblioteca Nacional y fue impreso en 1923; también fue elegido miembro de la Hispanic Society of America. En Leyendas y tradiciones populares, escrito en 1877, recopila cuatro leyendas de corte popular.  También cultivó la pintura.

## Obras
- Leyendas y tradiciones populares; Córdoba, 1878.
- La cruz blanca, Jaén, 1881.
- Ciudad Real artística, Ciudad Real, 1893.
- "Estudio sobre la historia de la orfebrería cordobesa" y "Diccionario biográfico de artistas de la provincia de Córdoba", en el tomo CVII de la Colección de documentos históricos para la historia de España, Madrid, 1893.
- Paseo artístico por el Campo de Calatrava, Ciudad Real, 1894.
- Cuentos y tradiciones, Sevilla, 1895.
- Guía artística de Córdoba, Sevilla, 1896.
- La banda real de Castilla, Córdoba, 1900.
- Memorias manchegas históricas y tradicionales, Ciudad Real, 1911.
- Juan Rufo, jurado de Córdoba. Estudio biográfico y crítico, 1912; reimpreso por Editorial Maxtor Librería, 2002. ISBN 84-95636-85-9
- Inventario monumental y artístico de la provincia de Córdoba, 1912.
- El teatro en Córdoba. Nuevos datos para el estudio del teatro español, Ciudad Real: Imp. del Hospicio provincial, 1912; reimpreso en Córdoba: Diputación de Córdoba, 1997. ISBN 84-8154-918-5
- Al derredor de la Virgen del Prado Patrona de Ciudad-Real. Ciudad Real: Hospicio Provincial, 1914.
- Góngora y el Greco. Discurso en el centenario del Greco, Toledo, 1914.
- Historia de Córdoba desde su fundación hasta la muerte de Isabel la Católica. Ciudad Real: Tipografía del Hospicio Provincial, 1915-1919, 4 vols.
- Nuevas tradiciones toledanas, 1917.
- Ensayo de un catálogo biográfico de escritores de la provincia y diócesis de Córdoba, 1921-1923.
- Consejas cordobesas o cosas de duendes, leyenda manuscrita inédita.
- Estudio sobre la historia de la orfebrería toledana, Toledo: Instituto Provincial de Investigaciones y Estudios Toledanos, 2002. ISBN 84-95432-02-1
- Las parroquias de Toledo, Toledo: Instituto Provincial de Investigaciones y Estudios Toledanos, 1997. ISBN 84-87103-71-5
- Inventario monumental y artístico de la provincia de Córdoba, Córdoba: Diputación Provincial, 1983. ISBN 84-500-8492-X; otra edición Córdoba: Monte de Piedad y Caja de Ahorros de Córdoba, 1982. ISBN 84-7231-716-1.